# Espen Sandberg
Espen Sandberg (Sandefjord, 17 de junho de 1971) é um cineasta e produtor norueguês. Como reconhecimento, foi nomeado ao Oscar 2013 na categoria de Melhor Filme Estrangeiro por Kon-Tiki.